# Baltic Open
A Baltic Open 2019-től évente megrendezésre kerülő WTA International kategóriájú női tenisztorna a lettországi Jūrmala városában. A tornát szabad téren, salakpályán rendezik, első alkalommal 2019. július 22−28. között. Ez az első Lettországban rendezett WTA-torna.
A főtáblán 32-en kapnak helyet, 16-an a kvalifikációból indulhatnak, és 16 csapat párosban mérheti össze tudását.
A torna a Moscow River Cup tornát váltotta a WTA versenynaptárában.

## A döntők eredményei

### Egyéni
| Év   | Bajnok               | Döntős         | Eredmény      |
| ---- | -------------------- | -------------- | ------------- |
| 2019 | Anastasija Sevastova | Katarzyna Kawa | 3–6, 7–5, 6–4 |

### Páros
| Év   | Bajnokok                       | Döntősök                             | Eredmény            |
| ---- | ------------------------------ | ------------------------------------ | ------------------- |
| 2019 | Sharon Fichman Nina Stojanović | Jeļena Ostapenko Galina Voszkobojeva | 2–6, 7–6(1), [10–6] |